# Alexander Ireland
Alexander Ramsay „Alex” Ireland (ur. 11 lutego 1901 w Leith, zm. 24 stycznia 1966 w Edynburgu) – szkocki bokser, srebrny medalista IO.
W roku 1920 wziął udział w Igrzyskach Olimpijskich w Antwerpii, gdzie w wadze półśredniej kolejno pokonał: Willy’ego Raichenbacha ze Szwajcarii (na punkty), Augusta Suhra z Danii (na punkty). W półfinale wygrał z Amerykaninem Wiliamem Clarkiem na punkty. W meczu o złoty medal przegrał na punkty w 4 r. z Kanadyjczykiem Bertem Schneiderem.
W roku 1921 został mistrzem w wadze półśredniej (ABA).
W roku 1922 przeszedł na zawodowstwo. Rozegrał 29 walk. Wygrał 17 (3 przez KO), 9 przegrał (1 przez KO) a 3 były nierozstrzygnięte.
| Przebieg kariery zawodowej |                          |                          |           |                                                                                     |
| Data                       | Miejsce                  | Przeciwnik               | Wynik     | Opis                                                                                |
| 10.03. 1922                | Edynburg                 | Pat McAllister · Szkocja | W PKT 15r | Pierwsza walka zawodowa                                                             |
| 14.03. 1928                | Waverley Market Edynburg | Tommy Malligan · Szkocja | W DSQ 10r | Tytuł Mistrza Europy wagi średniej (EBU) Mistrz Imperium Brytyjskiego wagi średniej |
| 14.04. 1930                | Waverley Market Edynburg | Steve Mc · Szkocja       | P PKT 15r | Ostatnia walka zawodowa                                                             |